# Wits Art Museum
Das Wits Art Museum (WAM) ist ein auf afrikanische Kunst spezialisiertes Kunstmuseum in Johannesburg, Südafrika. Es gehört zur University of the Witwatersrand („Wits“) und beherbergt eine umfangreiche Sammlung afrikanischer Kunst.

## Geschichte
Die Sammlung des WAM geht auf eine kleine Lehrsammlung zurück, die Anfang der 1950er Jahre von den Professoren Heather Martienssen und John Fassler, beide vom Fachbereich Architektur der Universität, initiiert wurde. Ende der 1960er Jahre ermöglichte eine großzügige Schenkung von Norman Herber den Ankauf weiterer Kunstwerke, wodurch die Sammlung erheblich erweitert werden konnte. Die erste bedeutende Sammlung klassischer afrikanischer Kunst wurde 1978 durch eine Schenkung von Vittorio Meneghelli begründet. Im selben Jahr begann die Zusammenarbeit mit der Standard Bank, aus der die Standard Bank African Art Collection hervorging.
Ursprünglich war die Sammlung in der Fachbereich für Kunst und Architektur der Universität untergebracht. Anfang der 1970er Jahre wurde der Sammlung ein Raum im Untergeschoss der neu erbauten Wartenweiler Library zugewiesen, und 1977 wurde die Gertrude Posel Gallery im Senatsgebäude (heute Solomon Mahlangu House) eingerichtet. Die Gertrude Posel Core Gallery im WAM trägt ihren Namen in Erinnerung an ihren Beitrag zur Gründung der Galerie in den 1970er Jahren. 
Zusätzliche Sammlungen und Archive wurden im Laufe der Jahre im WAM integriert, darunter das Wits Museum of Ethnology (2001), das Neil Goedhals Archive (1993), das Robert Hodgins Print Archive (2007), die Sekoto Collection (2010), sowie die Archive von Walter Battiss und Judith Mason (2017).

### Architektur
Für die Erweiterung des Museums wurde ein nationaler Architekturwettbewerb ausgeschrieben, den die Architekten Nina Cohen, Fiona Garson und William Martinson gewannen. Für ihre Arbeit am WAM wurden Cohen and Garson Architects mit dem Visi Magazine Architecture Award 2012 ausgezeichnet. Auch die italienische Architekturzeitschrift Domus würdigte ihre Arbeit. Das Museum vereint Teile von drei Gebäuden an der Ecke Jan Smuts Avenue und Jorissen Street im Stadtteil Braamfontein, das Lawson’s Building, früher der Sitz von Lawson’s Motors, an der östliche Ecke des Universitätscampus liegend sowie das Dental House.

## Sammlungen

### WAM-Sammlung
Die Sammlung des WAM gilt als eine der umfangreichsten und bedeutendsten Sammlungen afrikanischer Kunst im südlichen Afrika. Sie umfasst mehr als 12.000 Werke klassischer, historischer und zeitgenössischer Kunst. Die ältesten Werke der Sammlung stammen aus dem 4. Jahrhundert n. Chr., der größte Teil jedoch aus dem 20. und 21. Jahrhundert.

### Sammlung afrikanischer Artefakte und Kunst
Die Sammlung klassischer afrikanischer Kunst umfasst Werke aus Süd-, West- und Zentralafrika, ergänzt durch kleinere Bestände aus Ostafrika. Besonders vertreten sind Perlenarbeiten, Trommeln, Kopfbedeckungen, Holzskulpturen, Masken, Korbwaren und Textilien. Darüber hinaus befinden sich Werke bedeutender südafrikanischer Künstler wie Irma Stern, Walter Battiss und Gerard Sekoto in der Sammlung.

### Zeitgenössische Südafrikanische Kunst
Die Sammlung zeitgenössischer Kunst umfasst Gemälde, Zeichnungen, Aquarelle, Druckgrafik, Skulpturen, Fotografie und neue Medien. Repräsentative Künstler sind unter anderem Willem Boshoff, William Kentridge und David Koloane. Aber auch jüngere Künstler wie Zander Blom und Gabrielle Goliath sind vertreten. Ergänzt wird die Sammlung durch die C.J. Petrow Library, die über eine umfangreiche Sammlung afrikanischer und südafrikanischer Kunst verfügt.

### Standard Bank African Art Collection
Die Standard Bank African Art Collection wurde 1978 in Zusammenarbeit mit der Standard Bank gegründet und umfasst mehr als 5.000 Objekte aus dem gesamten afrikanischen Kontinent. Der Schwerpunkt der Sammlung liegt auf südafrikanischer Kunst, aber auch bedeutende Werke aus West- und Zentralafrika sowie Neuerwerbungen aus Ostafrika sind vertreten. Die Sammlung ist das Ergebnis einer Partnerschaft zur Erforschung und Präsentation der afrikanischen Kunstgeschichte.

### Wits Museum of Ethnology Collection
Das Wits Museum of Ethnology wurde in den 1930er Jahren von der Ethnologin Winifred Hoernlé gegründet und später von der Sozialanthropologin Audrey Richards erweitert. Es enthält u. a. über 400 historische Fotografien und ethnologische Objekte, die die Welt der Menschen in Afrika veranschaulichen und das Kulturerbe verschiedener afrikanischer Ethnien dokumentieren.

### Sekoto Collection
Die Sekoto Collection umfasst mehr als 300 Zeichnungen und Skizzen des südafrikanischen Künstlers Gerard Sekoto, die zwischen den 1940er und 1980er Jahren in Südafrika, Senegal und Paris entstanden sind. Die Sammlung wurde von der südafrikanischen Zeitung The Sowetan in Frankreich erworben und 2010 offiziell an WAM übergeben.

### Robert Hodgins Print Archive
Kurz vor seinem Tod im Jahr 2010 vermachte der südafrikanische Künstler Robert Hodgins dem WAM seine gesamte Grafiksammlung mit über 400 Originalgrafiken. Die Sammlung dokumentiert sein druckgrafisches Werk und gibt Einblick in seinen künstlerischen Prozess.

### Jack Ginsberg Centre for Book Arts
Das Jack Ginsberg Centre for Book Arts (JGCBA) wurde 2019 eröffnet und beherbergt mehr als 3000 Künstlerbücher, darunter mindestens 400 südafrikanische Werke. Jack Ginsberg, ein international bekannter Sammler von Künstlerbüchern, stiftete seine Sammlung und eine umfangreiche Bibliothek zum Thema. Das Zentrum organisiert jährlich Ausstellungen und Programme, die Sammlung ist online zugänglich.